# Carlos Jurgens Byrne
Carlos María Jurgens Byrne  (* Lima, 28 de abril de 1903 - † Lima, 6 de octubre de  1980). Sacerdote redentorista, Obispo de Huancavelica, Arzobispo del Cusco y Arzobispo de Trujillo.

## Biografía
Carlos Jurgens cursó sus estudios escolares en el Colegio de la Inmaculada de Lima.

### Sacerdocio
El 19 de septiembre de 1937 se ordenó como sacerdote de la Congregación del Santísimo Redentor.

### Episcopado
El 13 de enero de 1949 fue nombrado obispo de Huancavelica y consagrado obispo el 13 de febrero del mismo año. El 7 de febrero de 1954 fue nombrado vicario general castrense.
Fue luego jefe de la iglesia cusqueña, nombrado arzobispo de esa arquidiócesis, el 17 de diciembre de 1956. 
Luego asume el cargo de Arzobispo de Trujillo, ejerciendo el cargo desde el 6 de diciembre de 1965, retirándose del mismo en 1976. Fue nombrado como Arzobispo Emérito de Trujillo.